# 김채령
김채령(1988년 3월 15일 ~ )은 대한민국의 2012년 미스코리아 부산 진(眞)이다.

## 프로필
- 출생: 1988년 3월 15일
- 신체: 170.6cm, 51.5kg, 35-24-35
- 학력: 중앙대학교 신문방송대학원 방송영상뉴미디어 전공
- 수상: 2012년 미스코리아 부산 진(眞)
- 취미: 클라이밍, 여행
- 특기: 육상